# Le Roi du tabac
Pour plus de détails, voir Fiche technique et Distribution.
Le Roi du tabac (Bright Leaf) est un film américain réalisé par Michael Curtiz, sorti en 1950.

## Synopsis
Un modeste fermier cultivant le tabac, construit un empire.

## Fiche technique
- Titre : Le Roi du tabac
- Titre original : Bright Leaf
- Réalisation : Michael Curtiz
- Scénario : Ranald MacDougall d'après un roman de Foster Fitzsimmons
- Production : Henry Blanke
- Société de production : Warner Bros. Pictures
- Photographie : Ted McCord
- Montage : Owen Marks
- Musique : Victor Young et Max Steiner (non crédité)
- Direction artistique : Stanley Fleischer
- Costumes : Marjorie Best et Leah Rhodes
- Pays de production : États-Unis
- Format : Noir et blanc - 35 mm - 1,37:1 - Son : Mono (RCA Sound System)
- Genre : Drame
- Durée : 110 minutes
- Dates de sortie :
  - États-Unis : 16 juin 1950 (New York)
  - États-Unis : 2 juillet 1950 (sortie nationale)

## Distribution
- Gary Cooper  (V.F : Claude Péran) : Brant Royle/Pierre
- Lauren Bacall  (V.F : Françoise Gaudray) : Sonia Kovac
- Patricia Neal  (V.F : Sylvie Deniau) : Margaret Jane Singleton
- Jack Carson  (V.F : Robert Dalban) : Chris Malley
- Donald Crisp  (V.F : Albert Montigny) : Major Singleton
- Gladys George  (V.F : Cecile Dylma) : Rose
- Elizabeth Patterson  (V.F : Madeleine Damien) : Tabitha Singleton
- Jeff Corey (V.F : Maurice Nasil)  : John Barton
- Taylor Holmes (V.F : Camille Guérini)  : Lawyer Calhoun
- Thurston Hall  (V.F : Paul Forget) : Phillips
- Charles Meredith : Pendleton

Acteurs non crédités
- Marietta Canty : Queenie
- James Griffith : Ellery
- Celia Lovsky : Couturière
- Merrill McCormick : Villageois